# Leváda

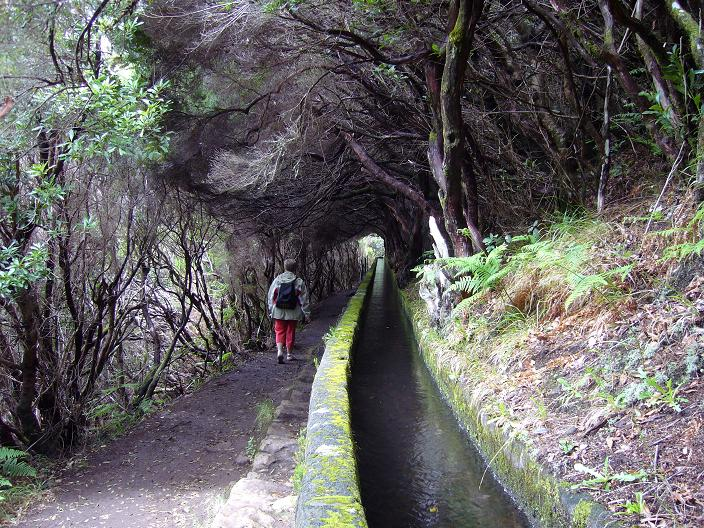
Přímý úsek levády 25 fontes

Leváda je název pro specifický typ zavlažovacích kanálů nebo akvaduktů na ostrově Madeira. Tyto kanály se vyznačují tím, že jsou mělké a úzké. Na ostrově Madeira se nachází asi 800 km hlavních kanálů a 2300 km vedlejších kanálů.

## Podmínky

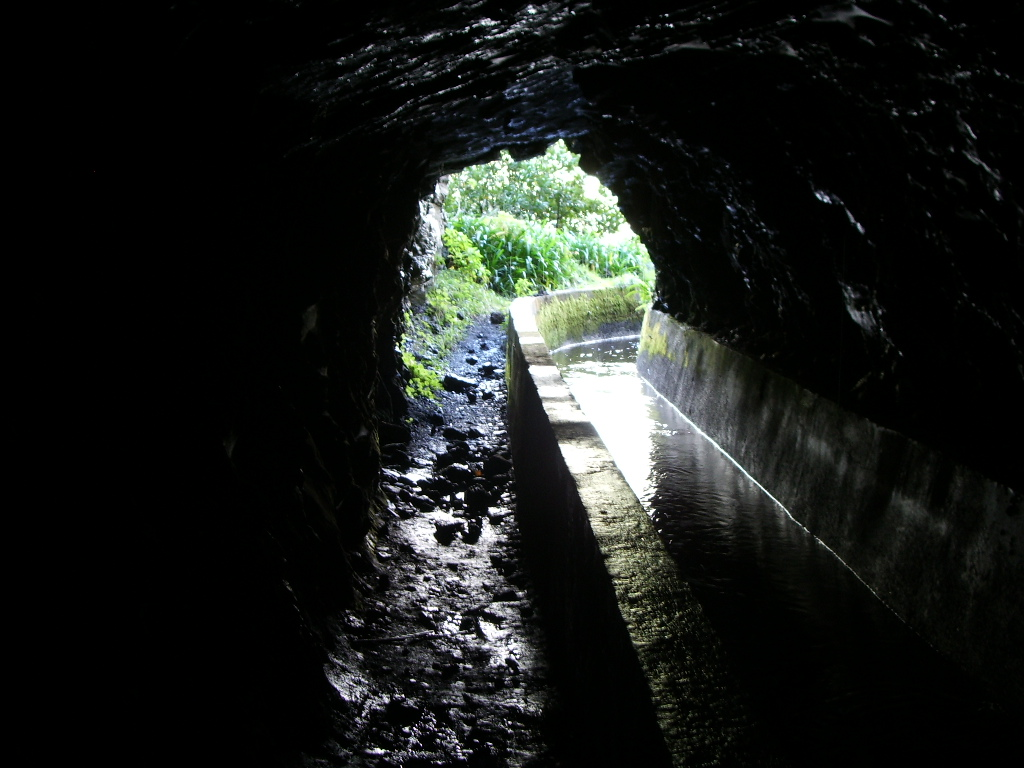
Úzký tunel ve skále s levádou (Levada Nova do Norte).

Existence levád je podmíněna geologickou stavbou ostrova, který je vrcholem prastaré sopky. Jednotlivé geologické vrstvy lávy, popela a tufu nejsou vodorovné, ale převládá sklon k severu. Proto i déšť, který se vsáknul na jižním svahu, protéká pod povrchem k severu. Některé prameny se nalézají ve výškách až 1600 m. Nejintenzivnější deště se vyskytují kolem 1000 m nad mořem, kde většina levád začíná. Geologové odhadují zásoby podzemní vody zachycené v porézní hornině ostrova na 200 milionů m³.

## Historie

### Počátky
První portugalští osadníci v 15. století brzy zjistili, že jih s příjemným subtropickým klimatem nemá dostatek vody pro zemědělství. Na severu a severozápadě ostrova však prší skoro každý den (roční úhrn srážek činí až 2000 mm). Také na náhorní plošině a v horách, prakticky denně v odpoledních hodinách skrytých v mlze, je vody dostatek. Příčinou jsou mraky postupující v malé výšce nad oceánem od severu a narážející na ostrov, jehož hory dosahují výšky kolem 1800 m.
Portugalci proto brzy začali budovat kanály, jimiž vodu ze severu převádějí na jih. Budování levád a rozdělování vody dostalo hned zpočátku i právní základ. Již roku 1461 byli jmenováni dva úředníci dohlížející na rozdělování vody. Roku 1485 jim král João II. stanovil pravidla, kdy musejí uživatelům vodu poskytnout. Následně pak roku 1493 vydal zákon, podle nějž nesmějí vlastníci pozemků bránit stavbě, údržbě a využívání levád.
V 15. století byly na ostrově jako převládající plodiny obiloviny a levády se využívaly i k pohonu mlýnů.
S vysazováním cukrové třtiny na ostrově v 16. století došlo k masivnímu rozvoji levád. Tato plodina je na rozdíl od obilovin náročnější na spotřebu vody.
Mezi polovinou 17. století a začátkem 19. století došlo ke stagnaci rozvoje nových levád v důsledku rozvoje konkurenčních plantáží v tehdejší portugalské kolonii Brazílii. Cukrovou třtinu nahrazovali vinice, mnohem méně náročné rostliny na příjem vody.
V 19. století došlo k oživení pěstování cukrové třtiny na ostrově zaměřené pro výrobu třtinového medu a brandy. Začala nová éra rozvoje levád.
Ve 20. století vznikly na ostrově výsadbou banánové plantáže a tím i došlo k nové vlně výstavby levádových staveb.

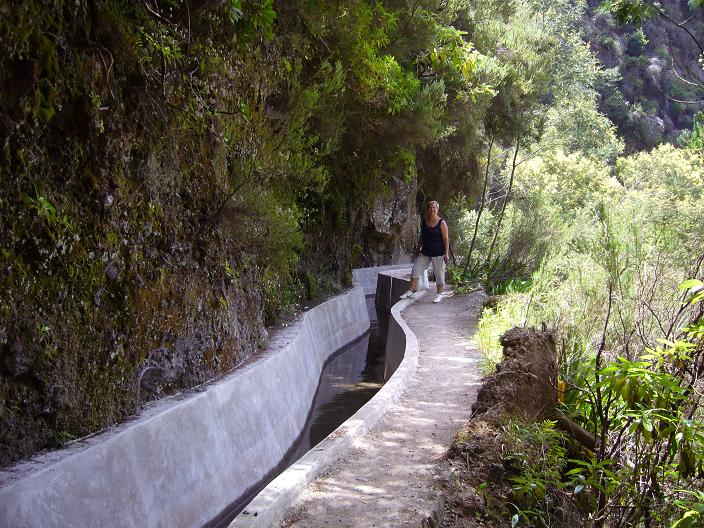
V roce 2007 rozšířený a prohloubený úsek levády dosud nestačil zarůst vegetací. Sleduje půdorysný profil skalní stěny

### Současnost

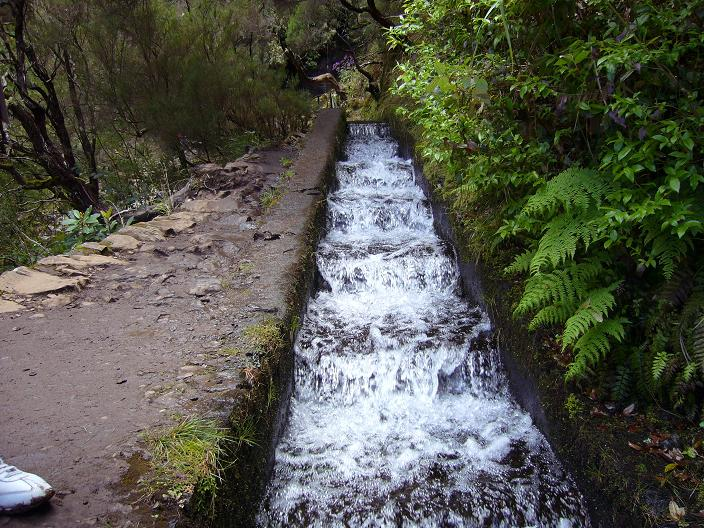
Schodovité klesání levády

Údaje o celkové délce levád se různí podle jednotlivých autorů. Záleží zřejmě na tom, zda sečteme jen délku hlavních toků, nebo započteme i nejužší odbočky. V roce 1900 bylo registrováno 200 levád s celkovou délkou 1000 km. V roce 2007 se setkáváme s údaji od 2400 km až po 5000 km. Na levádách je v současnosti 40 km tunelů.
V roce 1939 iniciovala portugalská vláda vypracování studie o využití a budoucnosti levád. Na jejím základě vláda financovala výstavbu nových levád využívaných i k pohonu hydroelektráren. Dvě největší z nich byly Levada dos Tornos a Levada do Norte. Výstavba trvala 25 roků, protože vše bylo nutné provést ručně. Pracovali na nich i horolezci a práce si vyžádaly také lidské oběti.
Levada dos Tornos byla uvedena do provozu roku 1966 a měří 106 km. Začíná přibližně ve výšce 1000 m, v délce 16 km prochází tunely (z nichž nejdelší je 5,1 km dlouhý), pohání hydroelektrárnu (ve výšce přibližně 600 m nad mořem) a voda pak zavlažuje 9900 hektarů půdy.

## Konstrukce
Leváda musí mít po celé své délce mírné klesání, proto je vedena například ve svislé skalní stěně, nebo tunelem. V místech, kde bylo nutné změnit výšku skokem, není vodopád, ale schody. Pro stavbu prvních levád byli využíváni převážně černí otroci. Byli zde však i otroci arabští, kteří měli se zavlažovacími kanály a jejich stavbou zkušenosti z domova.
Z důvodu omezení odpařování jsou levády více hluboké než široké. Mají šířku asi od 20 cm až po 1 m. První levády byly tesány do skály, dozděny kamennou zídkou, v některých úsecích měly dřevěné koryto (na Madeiře byl dostatek dřeva). Zhruba od počátku 20. století začal převládat beton. Tím jsou postupně opravovány úseky starých levád (na Madeiře obvykle nemrzne, ani ve vyšších polohách, takže nejsou problémy s poškozením betonu mrazem).

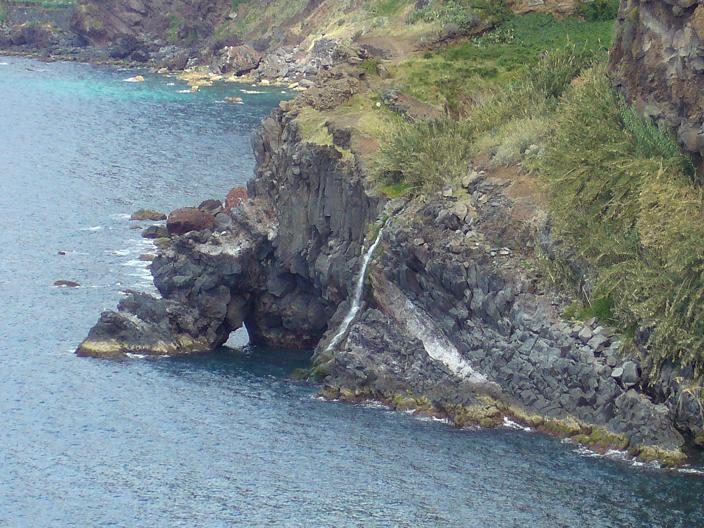
Nespotřebovaná voda teče z levády do moře

Levády procházející přes vesnice mají odbočky k odběratelům vody – zahrazením toku překážkou voda začne proudit do odbočky. Po napuštění nádrže nebo zavlažení políčka se překážka vyjme a voda proudí dál. Nespotřebovaná voda na konci levády teče do moře. Levády je třeba udržovat. Proto se za vodu platí, ale nikoliv podle odebraného množství, nýbrž podle vzdálenosti od zdroje.
Levády dobře zapadají do přirozeného prostředí. Jejich stavitelé neupravovali směr toku více, než bylo třeba, a proto leváda obvykle sleduje půdorysný profil skalní stěny, v níž je vedena. V minulosti se široké levády využívaly i k plavení dřeva a chodníky kolem nich byly často jedinou přístupovou cestou do horských vesnic.
Téměř po celé délce je souběžně s levádou veden chodníček. Po těchto chodnících dnes proudí turisté.

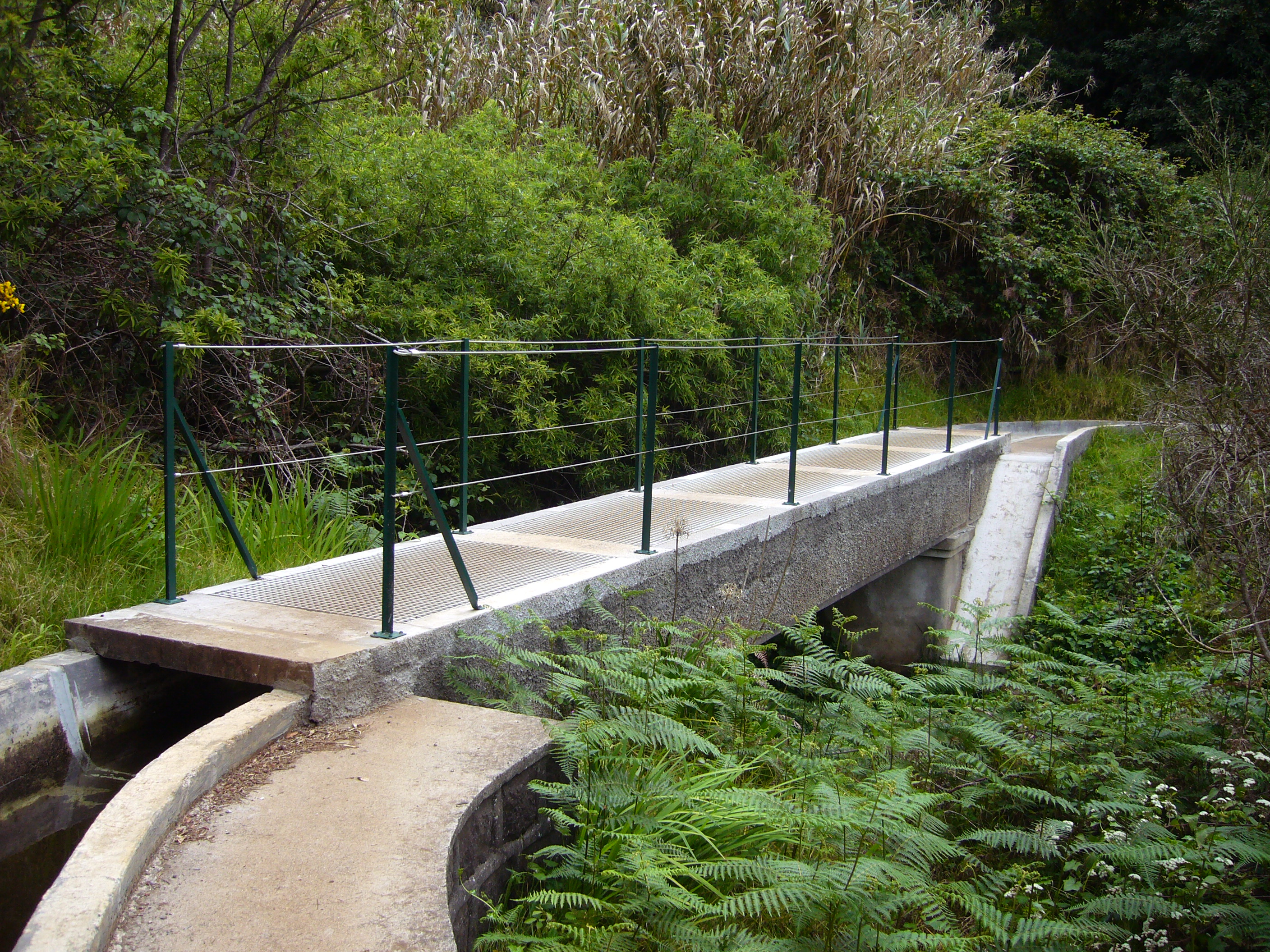
Opravený úsek levády da Fajă da Ovelha na Madeiře se kříží s horským potokem

Voda v levádách je křišťálově čistá a studená. Po prudkém dešti však levády zachytí i povrchovou vodu a cesta kolem nich může být značně obtížná až nebezpečná.

## Ekologický význam
Podél levád se vyskytuje také bohatá květena. Po značnou část roku kolem levád hojně kvete modře a bíle zbarvený kalokvět (Agapanthus praecox).

## Turistické využití
Vzhledem k tomu, že vnitrozemí ostrova Madeiry je jen velmi obtížně prostupné pro pěšího turistu – strmé, skalnaté kopce nebo prakticky neprostupná hustá, často trnitá vegetace, je uměle vytvořená leváda přirozenou turistickou stezkou. Břehy koryt jsou buď betonové nebo zpevněné a protože je každou levádu nutno udržovat a opravovat, vede po jejím břehu cesta či úzká stezka, kterou původně využívali vodohospodáři ke správě vodního díla. 
Během posledních let se velmi silně začalo využívat jednotlivých vybraných levád jako chodeckých cest pro klasickou pěší turistiku. Řada cestovních kanceláří nabízí možnost projít si některé úseky s průvodcem, včetně výkladu i dopravy na začátek levády případně odvoz turistů zpět do hotelu po absolvování trasy. Levády jsou uváděny i turistických mapách Madeiry, často se na nich nachází i běžné turistické značení a na rozcestích jsou umístěny směrovky označující správné pokračování trasy nebo i stručné údaje o levádě formou informačních tabulí.